# Tatort: Angriff auf Wache 08
Angriff auf Wache 08 ist ein Fernsehfilm aus der Krimireihe Tatort. Der vom Hessischen Rundfunk produzierte Beitrag ist die 1105. Tatort-Episode und wurde am 20. Oktober 2019 im Ersten erstgesendet. Der Wiesbadener Kommissar Felix Murot ist in seinem achten Fall zu sehen.

## Handlung
Ein Sonderkommando der Polizei stürmt in ein Gebäude und stellt in einem Raum drei mutmaßliche Kriminelle, die Karten spielen. Die Situation ist derart angespannt, dass das Bellen des anwesenden Hundes die Erschießung der drei Männer auslöst. Weder die bei ihnen vermuteten Waffen noch Beweise für eine illegale Waffenhändlertätigkeit können gefunden werden. Bei der Trauerfeier der Witwen verschwören sich vier Bandenmitglieder in einem Racheritual.
Hauptkommissar Felix Murot wird von seiner Assistentin Magda Wächter zum Tatort gerufen, wimmelt sie jedoch ab, weil er frei hat und seinen alten Freund Walter Brenner besuchen will. Brenner, Murots ehemaliger Partner beim Bundeskriminalamt zu Zeiten des RAF-Terrorismus, und seine Kollegin Cynthia Roth sind als fachliche Betreuer in der ehemaligen Wache 08 stationiert, die inzwischen als Polizeimuseum dient und weit abgelegen in einer abgerissenen früheren Siedlung am Rande Offenbachs liegt. An diesem heißen Sommertag berichtet Radiomoderator Ecki beständig über die bevorstehende totale Sonnenfinsternis und weitere Ereignisse in „O-Town“ als Bezeichnung für Offenbach. Ein Gefangenentransport mit drei Justizvollzugsbeamten und sechs Straftätern hat in der Nähe der Wache eine Reifenpanne. Die Wachmannschaft fährt vor die Wache, um in deren Schutz den Reifenwechsel durchzuführen, ohne zu ahnen, dass es sich nur um ein Museum handelt.
Zur gleichen Zeit kommt die Jugendliche Jenny mit ihrem Vater an einem Eisstand vorbei und findet den Verkäufer erschossen hinter dem Tresen vor. Da fährt das Auto der wahllos tötenden Bandenmitglieder vor, die den Vater mit einer schallgedämpften Waffe erschießen. Einer der Männer nähert sich der hinter dem Tresen kauernden Jenny, die ihn jedoch überraschend mit der Waffe des Verkäufers erschießen kann. Sie flieht von der Bande verfolgt bis zur alten Wache. Nun wird diese ebenfalls angegriffen, wobei der Wärter Manfred und vier Gefangene im Transporter erschossen werden. Im Kugelhagel holen Murot und Brenner die Überlebenden, Wärter Frank sowie die beiden Gefangenen Kermann und Charly, aus dem Transporter ins Haus. Roth wird leicht verwundet und auch Wärter Jörg konnte sich ins Wachgebäude retten. Rüdiger Kermann, der Kannibale von Peine, der vier Menschen getötet hat, und Murot kennen sich von früher. Charly und Kermann werden in der ehemaligen Ausnüchterungszelle eingeschlossen. Jenny interessiert sich auf merkwürdige Weise für Kerman, der mit ihr ein Gespräch über die christlichen Werte ihres Vaters, Gut und Böse und das Töten führt. Da die Telefonleitung der Wache gekappt wurde, Roths Mobiltelefon beschädigt wurde und Murot seines im Auto vergessen hat, reaktivieren die Eingeschlossenen den ferngesteuerten Kampfmittelbeseitigungs-Roboter „Fred“. Sie schaffen es mit ihm, Murots Telefon aus seinem Auto zu holen. Murot erreicht auch seine Assistentin Wächter, doch durch deren vorwurfsvollen Wortschwall kann er die Notlage nicht klarmachen. Wächter hört sogar die Schüsse im Hintergrund und dann bricht die Verbindung ab, weil Murots Akku leer ist.
Angesichts der bevorstehenden Sonnenfinsternis organisieren die Überlebenden in der Wache die Verteidigung. Murot entscheidet, auch die zwei Gefangenen zu bewaffnen, um ihre Überlebenschancen zu verbessern. Während der minutenlangen Dunkelheit der vom Mond verdeckten Sonne versucht die anwachsende Zahl der Belagerer, die Wache zu überrennen. Der Angriff kann abgewehrt werden, doch Charly und Frank kommen ums Leben. Auch zahlreiche Angreifer werden getötet. Murot erkennt, dass sich neonazistische und islamistische Banden für den Überfall verbündet haben. Ohne die anderen zu benachrichtigen, flieht Jörg durch einen Abwasserkanal. Eben als er sich mit einem Auto davonmachen will, wird er vom Rücksitz aus erschossen. Roth gelingt es unterdessen, ein altes Radiogerät zu einem einfachen Sender umzubauen und so mit ihrem Hilferuf Eckis Radiosendung zu stören. Ecki übersetzt den Morsecode im laufenden Programm, und Wächter, der erst nach Stunden klar geworden ist, dass Murot sich in Gefahr befindet, macht sich mit einem Streifenwagen auf zur Wache. Hier haben die Belagerer inzwischen einen neuen Großangriff gestartet, und die Belagerten fliehen nun ebenfalls in die Kanalisation, wo sie den unteren Teil des noch gefüllten Benzintanks der ehemaligen Tankstelle erreichen. Der bereits schwer angeschlagene Brenner opfert sich, indem er das Benzin in Brand setzt und so die Verfolger ausschalten kann, wobei die gesamte Wache in die Luft fliegt. Die Überlebenden gelangen ins Freie und werden bald darauf von Wächter entdeckt. Nachdem Murot und Roth beschließen, sich demnächst wiederzusehen, wird Murot durch ein Zielfernrohr beobachtet, ehe schließlich Ecki den neuen Tag anmoderiert.

## Dreharbeiten
Der Film wurde vom 9. August 2018 bis zum 13. September 2018 in Frankfurt und Umgebung gedreht. Die Premiere erfolgte am 24. August 2019 auf dem Festival des Deutschen Films.

## Trivia
- Die Handlung weist zahlreiche Parallelen zum US-amerikanischen Spielfilm Assault – Anschlag bei Nacht aus dem Jahr 1976 auf, der wiederum eine Hommage an den Western Rio Bravo von 1959 darstellt.
- Die Figur des reißerischen und exzentrischen Radiomoderators Ecki hatte Clemens Meyer bereits in seinem Roman Im Stein eingesetzt.
- Peter Kurth, der den alternden, am Ende geschlagenen Helden verkörpert, weist auch optische Ähnlichkeiten zum alternden John Wayne auf, dem Hauptdarsteller von Rio Bravo.
- Die Figur des Kannibalen von Peine (Rüdiger Kermann) ist dem Kannibalen von Rotenburg nachempfunden, der aus Hessen kam.
- Der Wortbeitrag des Polizeisprechers, der im Radio zu der Schießerei am Beginn des Films Stellung nimmt, wird von dem aus Offenbach stammenden ehemaligen Fußballprofi Jimmy Hartwig gesprochen.
- Zur Rolle der Jenny Sibelius gibt es eine musikalische Anspielung: Als der Kampfmittelbeseitigungs-Roboter Murots Telefon aus dem Auto holt, erklingt das martialische Intermezzo aus der Karelia-Suite von Jean Sibelius.
- Der Fernsehfilm zitiert in Anspielungen viele weitere US-amerikanische Spielfilme:
  - Nummer 5 lebt (Der Sprengstoffroboter)
  - Zombie-Horrorfilme wie From Dusk Till Dawn oder Night of the Living Dead (Die durch die Fenster und Türen greifenden Arme und Hände)
  - Das Schweigen der Lämmer (Der Kannibale Hannibal Lecter mit der jungen Agentin Clarice Starling)
  - Stirb langsam – Jetzt erst recht (Schrotflintenfeuer zu When Johnny Comes Marching Home)
  - Alien (mit selbstgebasteltem „Flammenwerfer“ in der Kanalisation)
  - Terminator 2 – Tag der Abrechnung (Daumen hoch aus der Schlußzene)
  - Good Morning Vietnam (Moderator Ecki begrüßt die Offenbacher Radiohörer in der Schlussszene in Anlehnung an Adrian Cronauer mit einem lang gezogenen „Good Morning O-Town!“.)

## Rezeption

### Kritiken
„So aberwitzig dieser ,Tatort‘ mit Songs und Zitaten aufgeladen ist – er funktioniert doch weitgehend als klassische Western-Erzählung über verlorene Illusionen und verlorene Lieben, über unverheilte Narben und frisch zugefügte Wunden. [...] Auf jeden Fall ist dieser Thriller in bester Tukur-,Tatort‘-Tradition dicht, spannend und stilvoll erzählt. Von solch gewitzten Tauchgängen in die Filmgeschichte kann man gar nicht genug bekommen.“

„Schöne Kombination aus Thriller, Western, Action- und Horrorfilm, die Vorlage wird lässig in die deutsche Provinz verlagert. […] Eine herrlich entschlossene Zertrümmerung der Sonntagabendkrimitradition mal wieder, aber auch Traditionalisten kriegen dosiert ihren Stoff: ,Wenn sich der Abschaum der Welt zusammenrottet, dann gnade uns Gott‘", murmelt Polizist Brenner. Darauf kann man sich einigen, in Zeiten wie diesen.“

„Was soll das nun sein? Ein Carpenter-Remake, eine Tarantino-Hommage oder was mit Zombies? Der Schriftsteller Clemens Meyer scheitert mit seinem Wiesbadener ,Tatort‘.“

### Einschaltquote
Die Erstausstrahlung von Angriff auf Wache 08 am 20. Oktober 2019 wurde in Deutschland von 7,98 Millionen Zuschauern gesehen und erreichte einen Marktanteil von 23,0 Prozent für Das Erste.